# Villa Vicentina
Villa Vicentina (friuli nyelven Vile Visintine, helyi nyelvjárásban La Vila) település Olaszországban, Friuli-Venezia Giulia régióban, Udine megyében. Lakosainak száma 1368 fő (2018. január 1.). Villa Vicentina Cervignano del Friuli, Fiumicello, Ruda, Terzo di Aquileia és Aquileia községekkel határos.

## Népesség
A település népességének változása:

| 2017 | 1 373 |
| 2018 | 1 368 |